# Ali de Numiër
Ali is een figuur in de roman De Graaf van Monte Cristo (1844) van Alexandre Dumas. 
Ali is de slaaf van Monte Cristo. Ali kan niet praten doordat zijn tong is afgesneden omdat hij de harem van de Bey van Tunis heeft betreden. Zijn hand en hoofd zouden ook worden afgehakt maar Monte Cristo heeft Ali vrijgekocht. Sindsdien is Ali trouw aan Monte Cristo. Ali is een uitstekende paardentemmer. Hij redt de levens van Heloïse de Villefort en haar zoon Edouard de Villefort. 